# Nicolas Coeffeteau
Nicolas Coeffeteau (Saint-Calais, 1º dicembre 1574 – Parigi, 21 aprile 1623) è stato un vescovo cattolico, teologo, storico, letterato, predicatore, e traduttore francese. 
Fu considerato nel suo tempo come un grande prosatore della lingua francese scritta con tale purezza di linguaggio da servire da modello a Vaugelas.

## Biografia e opere
Divenne frate domenicano nel convento di Sens nel 1588 e proseguì i suoi studi nel collegio del convento di San Giacomo a Parigi, dove cominciò ad insegnare filosofia nel 1595. Laureato dottore in teologia nel 1600, divenne professore titolare di questa disciplina, priore e vicario generale della congregazione.
Si fece conoscere per le sue predicazioni a Blois, Chartres, Angers e Parigi. Fu nominato cappellano privato della regina Margherita di Valois (1553-1615) nel 1602 e in seguito predicatore della real casa di Enrico IV nel 1608. Nel 1614 pubblicò la prima di una serie d'opere polemiche dirette contro i protestanti. Amico di Malherbe e dei letterati contemporanei, diede alle stampe nel 1615 una notevole traduzione dal latino della Storia romana di Floro.
Nel 1617 ricevette la nomina di vescovo titolare di Dardano e di amministratore della diocesi di Metz. La sua malferma salute gli impedì di recarsi a Marsiglia, di cui fu nominato vescovo nel 1621. Dopo il suo Tableau des passions humaines (Quadro delle passioni umane) pubblicato nel 1620, la sua Storia romana fu stampata nel 1621.
È soprattutto a quest'ultima opera, ripubblicata più di cinquanta volte nel corso del XVII secolo, che Coeffeteau deve la sua fama come prosatore. Dominique Bouhours dice a questo proposito:

## Opere principali
- Premier Essay des questions théologiques traitées en nostre langue selon le stile de S. Thomas et des autres scolastiques (1607)
- Harangue funebre prononcee à Paris en l'eglise de sainct Benoist, au service faict pour le repos de l'ame de Henry IIII (1610). Testo on-line:
- Response au livre intitulé Le Mystère d'iniquité, du sieur Du Plessis (1614)
- Response au manifeste publié par les Perturbateurs du repos de l'Estat (1617). Testo on-line :
- Tableau des passions humaines, de leurs causes et de leurs effets (1620). Testo on-line :
- Examen du livre du sieur Du Plessis contre la messe, composé il y a environ dix-huit ans par messire Jacques Davy, maintenant cardinal Du Perron et publié par messire Nicolas Coeffeteau (1620)
- Œuvres du R. P. en Dieu F. Nic. Coëffeteau, contenant un nouveau Traicté des noms de l'Eucharistie, auquel est refuté tout ce que les Srs Du Plessis, Casaubon et M. Pierre Dumoulin, ministre de Charenton, ont escrit sur ce sujet contre la doctrine de l'Église, avec divers autres traictez ci-devant publiez par le mesme autheur (1622)
- Histoire romaine, contenant tout ce qui s'est passé de plus mémorable depuis le commencement de l'empire d'Auguste, jusqu'à celui de Constantin le Grand. Avec l'Épitome de Florus (1623). Testo on-line :  e
- Les Merveilles de la Sainte Eucharistie discourues et défendues contre les infidelles (1631)

## Traduzioni
- Histoire romaine de Lucius Annaeus Florus mise en nostre langue par F. Nicolas Coeffeteau (1615)
- La Montaigne Saincte de la tribulation, qui est un traicté des afflictions et de leurs remèdes, composé premièrement en italien par le Révérend Père Jacques Affinati, et puis mis en françois par F.-N. Coeffeteau (tradotto da Giacomo Affinati d'Acuto, 1620)
- Histoire de Poliarque et d'Argénis, par F. N. Coeffeteau évêque de Marseille (traduzione abbreviata dall'opera di Jean Barclay, 1624)
- Tableau de la pénitence de la Magdeleine, par F. Nicolas Coëffeteau. Nouvelle édition enrichie de plusieurs discours (traduzione de L'Homélie de la Magdeleine di Origene, 1625)